# Cardiosace chiaromontei
Cardiosace chiaromontei är en fjärilsart som beskrevs av Emilio Berio 1936. Cardiosace chiaromontei ingår i släktet Cardiosace och familjen nattflyn. Inga underarter finns listade i Catalogue of Life.